# 魔境学園風雲記 ハーフ&ハーフ
『魔境学園風雲記 ハーフ&ハーフ』（まきょうがくえんふううんき はーふあんどはーふ）は巣田祐里子の漫画作品。

## 作品概要
当作はシリーズとして、初作『魔境学園風雲記 ハーフ&ハーフ』（通称：ハーフ&ハーフ）と、続編『魔境学園風雲記 ハイパーハーフ&ハーフ』（通称:ハイパーハーフ）の2作品が存在している。この2作品は世界観も主人公も全く同じで、シリーズ作と言うよりも「（連載雑誌移籍の）便宜上、名前だけを変えた完全な同一作品」と言えるので、双方とも当項目において解説する。
初作である『ハーフ&ハーフ』は竹書房の漫画雑誌「コミックガンマ」に1993年9号より連載開始。（当時「コミックガンマ」は隔月刊発行であり、9号は1993年12月・1994年1月合併号にあたる）その後、順調に人気を集めて同誌の屋台骨を支える作品にまで成長することになる。
しかし「コミックガンマ」そのものが月刊化を果たして間もない1996年6月号（通算第34号）にて休刊（事実上の廃刊）となり、連載が中断される。（休刊理由やそれに関わる事象に関してはコミックガンマの項目を参照の事）
当時、ガンマ刊行元である竹書房の『バンブーコミックス・ガンマシリーズ』レーベルより単行本が2巻だけ発刊された。しかし元雑誌の廃刊のあおりを受けて続巻刊行不可能となり、人気作にもかかわらず未収録分がそのままオクラ入りという事態に陥ってしまい、既刊もそのまま絶版となる。（俗に竹書房版・オリジナル版と呼ばれる）
その後、巣田は1999年より角川書店の「エースネクスト」にて別作品『おまかせ S×S』の連載をスタート。しかし、かつてのファンやガンマ休刊後に新しく『ハーフ&ハーフ』を知った読者から単行本のアンケート葉書で「ハーフはどうした!!」と作品復活を望む声があまりに数多く寄せられた。このため、巣田とエースネクスト編集部は『ハーフ&ハーフ』を復活させる決意を固める。
まず『ハーフ&ハーフ』復活にあたっては、前述単行本の復刊からスタートした。これは連載終了・単行本絶版より5年以上経過した状態でいきなり過去に連載打ち切りとなった作品を復活させるのは無謀という観点から、またあえて復刊させる事により『おまかせ S×S』のファンを引き続き取り込むことも視野に入れた商業戦略からの結果である。かくて2001年、ここに5年の歳月を経て、未収録作品もコンプリートし、完結作も書き下ろして収録した『ハーフ&ハーフ』完全版単行本・上下巻が角川書店より販売されることになった。（俗に角川版・完全版・復刻版などと呼ばれる）
これらの人気を受け、さらに「エースネクスト」2001年6月号より続編『ハイパーハーフ』の連載がスタート。
しかし翌年（2002年）角川書店内部では連続創刊で増えすぎたメディアミックス系漫画雑誌の整理・統合が検討され、奇しくも「エースネクスト」がそれに引っかかることとなる。かくして『ハイパーハーフ』は前作と同様に掲載雑誌の休刊のため、連載が中断されるという奇縁に見舞われる。なお、そうした事情より「エースネクスト」掲載最終話は前連載『おまかせ S×S』とのコラボレーション・ストーリーとなっている。
しかし、この連載中断は以前の人気不振による廃刊とは違い、整理統合のための廃刊であったため、作品完結のための猶予が与えられた。角川書店の「月刊ASUKA」2002年9月号および10月号に特別読切の形で『ハイパーハーフ』完結編が掲載。これにて『ハーフ&ハーフ』シリーズは一応の完結を迎える。
また『ハイパーハーフ』コミックス発刊においても竹書房版のような無責任な未収録は無く、連載の全編が完全に所収された。『カドカワ・コミックス エース』レーベルより全2巻で発刊。これまた奇しくも前『ハーフ&ハーフ』と全く同じ巻数であった。

### 単行本情報

#### 竹書房版
- 魔境学園風雲記 ハーフ&ハーフ 1 - 2巻（以下続刊予定だったが、果たせず）
  1. ISBN 4884758080
    - 風雲之1 - 10、番外編2話、著者あとがきマンガ、登場人物辞典を収録

  2. ISBN 4812450616
    - 風雲之11 - 20、番外編1話、著者あとがきマンガ、登場人物辞典（補遺）を収録

#### 角川書店版
- 魔境学園風雲記 ハーフ&ハーフ 上・下巻（完結）
  - 上巻 ISBN 404713418X
    - 風雲之1 - 12、番外編1話、登場人物辞典（完全版）を収録

  - 下巻 ISBN 4047134198
    - 風雲之13 - 23、番外編2話、あとがき文を収録
- 魔境学園風雲記 ハイパーハーフ&ハーフ 全2巻（完結）
  1. ISBN 404713483X
    - 風雲之1 - 7、著者あとがきマンガ、登場人物辞典を収録

  2. ISBN 4047135224
    - 風雲之8 - 13、登場人物辞典（補遺）を収録

## あらすじ
花屋敷一兵は「平凡で平穏無事な人間の安定した生活」を望む現実主義な13歳だった。ところがある日、彼のみに降って湧いた非日常。14歳の誕生日に彼は「ソレ」を知らされる。
実は一兵の父、竜兵は一兵たちが住む日本（人間界）とは別の世界『魔境』の住人で、身の内にエクトプラズムのような形の龍を住まわせる人竜族（インナードラゴン）と呼ばれる一族の末裔だったのだ。
一般に人竜族は14歳にその能力が発現し「成人」となる。一兵は「もう成人だから」と父親によって半ば無理矢理、魔境人の子弟たちが通う学校『聖ツインズ学園』に転校させられてしまう。そこで一兵は人間界の常識が通用しない個性豊かなバケモノ・ナマモノなクラスメートを相手に、ツッコミ天国のドタバタな毎日を送ることとなってしまう。
（ハイパーハーフでは1年進級。15歳となり、一兵自身の進路問題も交えてドタバタが加速する）

## 登場人物

### 主人公
花屋敷 一兵（はなやしき いっぺい）
主人公。魔境人（人竜族）と人間（日本人）のハーフ。両親の教育方針によって、13歳までは普通の人間として育てられた。徹底した現実主義者で、何かと人間世界の常識にすがりつくという『魔境』という特殊環境に生きるものとしては致命的な弱点を持つ。楽天的な父親のせいで常識から引き剥がされ、日本に在する魔境学園『聖ツインズ学園』中等部2年B組にて非日常の生活を送ることになったため、微妙に反抗期。しかし、生来のお人好しと現実主義的な価値観から、不良になりきることも出来ず、ただ「雰囲気に流されながらツッコミ天国」という毎日を送ることになる。
ただし本人は憶えていないが、幼稚園の頃弁当を忘れた父の所へ母と共に行ったことがある。そこで父の双竜や魔境人の同僚、犯罪者を見て一時は父を魔境人として尊敬する。ただあまりにも情報が過多すぎ、知恵熱を出してその時の事を一切合財忘れてしまう。
クラスでの役割はハムスター係（飼育係）で、肉食獣系のクラスメートからクラス資産であるハムスターを守る役を与えられていた。しかし『ハイパーハーフ』からは春休み中にハムスターがあえなくクラスメートに食べられてしまったため、新クラス3年B組の副級長に抜擢される。本人は、その事実を全く喜んでおらず（非日常にさらにどっぷりとつかってしまうため）事ある毎に辞意を叫ぶ。
前述したように人竜族のハーフであるが、物語当初はその能力を発動できなかった。クラスのケンカに巻き込まれて発動するも、出てきたのは竜とも呼べぬ不定形の生命体だった（「スカ」、「ハネ」「シッポ」等の文字が浮かぶだけ）。
しかも一兵が「人竜族の自分」を自身で認めていないためにグレきっており、主人を主人とも思わず舐めっぱなしである。
実は、一兵の人竜は5匹いる。通常は1匹、人竜族のエリート家系である竜平の一族でも2匹であり、5匹というのは大異例である。

#### 一兵の人竜たち
黒竜（こくりゅう）
一兵が人間界にいるとき出てくるのはこの竜。主人を主人とも思わぬ生意気を示す。いったんは一兵の身体をのっとった。
青竜（せいりゅう）
5匹の中で随一の良心派。竜宮殿に少し気がある。水関係の技を使う。
緑竜（りょくりゅう）
風関係が得意技の暴れん坊。
紅竜（こうりゅう）
火関係が得意技。斜に構えている。
土竜（どりゅう）
草花を愛する。無口でほとんど活躍なし。

### 花屋敷家
花屋敷 竜平（はなやしき りゅうへい）
一兵の父。人竜族。魔境警察日本派出所刑事課（『ハイパー』では「日本署捜査課」）所属の警部。
天然ボケ気味。結婚15年となる桜子とは夫婦仲が良い。
人竜族の名家三ノ宮家の総領息子でありながら人間と結婚したため親から勘当されている。
太郎（たろう）・次郎（じろう）竜平の人竜。関西弁をしゃべる。お調子者。
花屋敷 桜子（はなやしき さくらこ）
一兵の母。人間。天然ボケ。
もともとは名家のお嬢様であるが、7歳で両親を亡くした直後に竜平と衝撃的な出会いをし、10年後の17歳時に再会。つきあい始める（なお、人竜族の寿命は人間の倍あるため、彼女の17歳時に竜平は53歳）。
花屋敷 桃太（はなやしき ももた）
一兵の伯父。桜子の兄。建設会社社長。妹を溺愛している。
そのため竜平によい印象は持っていなかったが、なんだかんだ言いながらなしくずしに二人の結婚を認めてしまった。そのうえ竜平の人脈を利用し、建設業として着々と魔境へ進出中。
非常識なメンツに囲まれた常識のある甥を心配はしているが、そこは桜子の兄であるためか、心配のポイントが少しズレている。
『ハイパー』では人竜と一兵を間違えている。

### 聖ツインズ学園 関係者

#### B組 同級生
高畑 薫（たかはた かおる）
2年B組および3年B組の級長。主人公の一方的幼馴染で学園唯一の純粋な人間である。家は魔境人向けの料理店。両親は生粋の魔境人で料理店のオーナーシェフ夫妻。元々、彼の実母がこの店の従業員だったが、事故で死亡。孤児となった彼は頼る身寄りが無いためにオーナーシェフに引き取られた。本人は非常に明るく、自らの過去も気にしない大らかな器量の持ち主である。
しかし、幼い頃より魔境人の中で育ったせいか、一般的な人間の個体判別能力に対して重大な欠陥を持っており、一兵以外の人間の顔を覚えられない。本人もその深刻さは理解しており、一般の学習塾に行くなどして他人を見分ける訓練をしているが、成果は全く上がらない（魔境人相手には「角や翼などの形状」や「肌色、質感、毛並み」などで見分けているようである）。そんな彼が一兵を見分けることが出来るのは、一兵の両親が幼い頃より彼の家である料理店の常連で、幼い頃より事ある毎に一兵の写真を高畑に見せ続けているため。そのため、一兵には家族や幼馴染に近しい大親友として親近感を持っている（一兵には時々「秘技・一蓮托生」などと言われて警戒されている）。
竜宮殿 巴（りゅうぐうでん ともえ）
同級生。2年B組副級長。人型だが、頭に龍の角のようなものがある（父親は完全な龍型）。
魔境界では名家のお嬢様らしい。クラスでは男女とも人気がある。
『ハーフ&ハーフ』最終話で魔境界に帰ったが、『ハイパー』（3年生）で復帰。
名字は箱根の蛸川温泉にある「龍宮殿」という旅館に由来する。
浅葱（あさぎ）と萌葱（もえぎ）
竜宮殿についているお庭番。身長が数十センチしかない「くの一」。
トイレに入る時は、普通の人間サイズになる。その事を知った一兵はあらぬ誤解をするが、ただ単に以前普段のサイズで用を足した所誤って落下、流されかけた為。
壺居（つぼい）
同級生。壺からもやもやと現れている。壺の中が異次元的な家になっており、家財道具一式（ペットの犬のジョンを含む）が入っている。
胡桃木（くるみぎ）
同級生。着ぐるみ姿しか見せない正体不明の魔境人。1日1回どころか、場面に合わせた着ぐるみを変えている。場を混ぜっ返すのが好きで、要らない口出しをしては一兵に突っ込まれている。一兵の夢では性別を女だと言っているが、事実は不明。
鬼怒川 千秋（きぬがわ ちあき）
同級生。炎鬼族。母親のかれんは日本で行方不明。さらに、父親の千春に、理由の説明もなく無理矢理に日本に連れてこられたうえ、意思疎通もままならないため、日本を嫌っている。分かりやすいグレ方をした不良少年。通販が好きで、その請求書は父の元へ行っている。私服も通販で買っている。一番のお気に入りは魔界ジオラマ。名字は鬼怒川温泉に由来する。
橘 真帆子（たちばな まほこ）
同級生。絶滅が危惧される人マンモス（インナーマンモス）族の最年少。魔境界ではアイドルタレントとして活躍。図々しいところあり。
美穂子（みほこ）真帆子の人マンモス。女の子（メス）。
伊藤（いとう）
表面に顔があり、手足が生えたちょうちん型魔境人の兄妹（双子）。妹がリボンをつけているだけで、同じ姿。
兄は、他の男子生徒にリボンをつけたりして、そのかわいい物好きの方向性が少し危ない。
人間に化ける為、妹は人間界のH雑誌を参照にしている。
乾（いぬい）
クラス一冷静な人物。作者には登場人物紹介で「ネコミミなのかイヌミミなのか作者も決めかねる」と言われている。
湖泉（こいずみ）
頭の両脇にひれ状のものがある魔境人の女子。クラスの中では常識人。
蔵下（くらした）
地上でも平気なクラゲ型魔境人の女子。人間に化けたときの姿は、一兵にとって少し好みらしい。
藤村（ふじむら）
ネコタイプの魔境人の男子。クラスで飼っていたハムスターを食べた張本人。
兎田ハネル（うさだはねる）・黒毛野真尾（くろけのまお）
ウサミミとネコミミの人型魔境人の女子。『ハイパー』から登場。『ハーフ』にて賑やかしの女子がいない事を悔やんだ作者の「美少女方面」強化キャラ。しかし作品・作風そのものが、そういった方面に弱い傾向にあったため、単なるモブで終わることが多かった。
室井（むろい）
恐竜のような形の魔境人男子。

#### 教員
校長
校長。ヘビ女。聖ツインズ学園全部の校長なのか、中等部だけの校長なのかは不明。校長という立場より自らの欲望に忠実な態度で、生徒からは「女王様」呼ばわりされている。「ハイパー」では避難訓練に「どうせ買ったんだから」と地震と雷を作動させる生き物を2つ同時に使って、学園内をパニックに陥らせる。

### 他の魔境人
三ノ宮 竜妃（さんのみや りゅうき）
一兵の祖母で竜平の母。人竜族。一兵との初顔合わせの際、情報不足のため薫と取り違える。
白蘭（びゃくらん）・紅蘭（こうらん）竜妃の人竜。両方とも女（メス）。関西弁を使う。
箱居（はこい）・鍋居（なべい）・釜居（かまい）・袋居（ふくろい）
魔境人。壺居のいとこたち。仲が良く、提げ物や日記を交換しあっている。
榊（さかき）・中田（なかた）
魔境人。魔境警察の刑事。竜平の部下。
鬼怒川 千春（きぬがわ ちはる）
魔境人。鬼怒川の父。魔境警察特捜課の警部補。
鬼ヶ島 かれん（おにがしま かれん）
魔境人。鬼怒川の母で千春の妻。行方不明。
江陽閣 有馬（こうようかく ありま）
魔境人。竜宮殿の従弟（1学年下）。「巴ラブ」な人物。
名前の由来は、有馬温泉（神戸市）にある「向陽閣」という旅館である。
縞本 みみる（しまもと みみる）
ウサギのように耳が長い魔境人。日本の魔境警察病院勤務の看護師。鬼怒川千秋の幼なじみ。弱肉強食の世界の中、ピラミッドの底辺に位置するほど弱い種族。食用として市場に並ぶほど。
井戸居（いどい）
魔境人。壺居たち一族の始祖にして「偉いお坊様」（壺居談）。聖ツインズ初等部の道徳教師。カエルが好きらしい。
双竜（そうりゅう）
人竜。三ノ宮家の人竜長。代々の総領の養育係兼人竜の取締役。普段の姿は生意気な口を利く子ども。本体は双頭竜。

### 他の人間
槙原 涼子（まきはら りょうこ）
人間。一兵が聖ツインズに転校する前に通っていた中学校での同級生。一兵が片思いしていたが、里帰りした際、生徒会長と交際中と判明。

### S×Sからの客演
いずれも同じ作者の別作品『おまかせ S×S（シークレット★スター）』の登場人物。一兵がオープンスクールで五ツ星学園を見学したときに出会った。
- 天野 南（あまの みなみ）
- 天野 北斗（あまの ほくと）
- 鈴宮 比呂（すずみや ひろ）
- タマ
- 千絵梨（ちえり）・百絵梨（もえり）

## 用語集
聖ツインズ学園
一兵達が通う、幼稚園から高校まである私立校。魔境人が人間と協力しあい事業を成功させ、人間界に住む魔境人の子弟の為に設立された。一般の人達には「帰国子女が通う」「コネがなければ入学が許可されない」名門だと認識されている。
聖ツインズ学園・寮
様々な理由で一人暮らしを強いられる生徒の為の寮。色々と規則があって大変らしい。食堂は魔界人のメニューが中心だが、たまに食べられないメニューに当たる不幸者も。お風呂は「低温用」「普通用」「抜け毛用」の三種類がある。部屋は2人用と1人用。1人用は内装は自由に変えてよい。上下関係は厳しい。
もちろんここでも様々な種族がいる為色々と問題があるが、上記のようにある程度区分けはしている。当人たちの希望で違う種族同士で同部屋になる事もあるが、生態によりハプニングがおきることも。
魔境
人間界とは対になっている世界。日本地図もそのまま人間界と同じだが、北海道は暗黒の世界と化している。
人間界とはあちこちにあるゲートで繋がっているがその殆どを魔境警察が監視していて、出入りは制限されている。聖ツインズ学園には専用ゲートが存在し列車での通行が許可されているが、はっきり言って歩いていける距離。
一兵は魔境へ行くと酔ってしまうが、これは体内にいる竜達が外へ出ようと暴れる為である。封印の術などを使えば酔わない。
魔境警察
竜平の勤務先。魔界人で構成されているだけあって、種族は多種多様。マスコットは「ヒーホ君」だが、かなり性格が悪く、横柄。竜平の愛妻弁当を横取りした事も。